# NGC 3341
NGC 3341 est une vaste galaxie particulière relativement éloignée et située dans la constellation du Sextant. Elle a été découverte par l'astronome allemand Albert Marth en 1865.

## Caractéristiques
Sa vitesse par rapport au fond diffus cosmologique est de 8 556 ± 46 km/s, ce qui correspond à une distance de Hubble de 126,2 ± 8,9 Mpc (∼412 millions d'al).
Selon la base de données Simbad, NGC 3341 est une galaxie à noyau actif.